# 제등

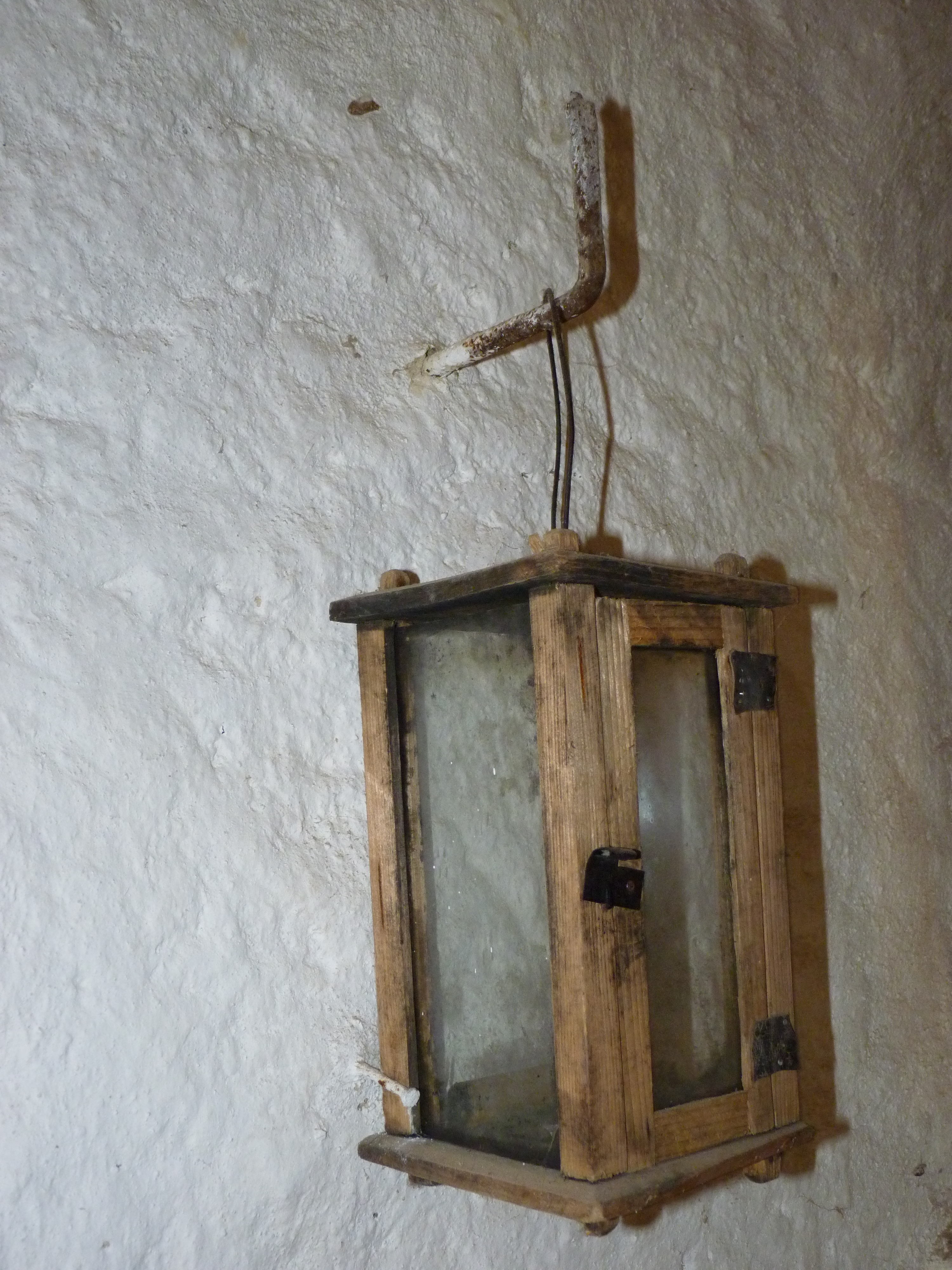

제등(提燈, lantern 랜턴[*])은 자루가 있어 들고 다니거나 걸어놓을 수 있는 등이다. 과거에는 양초 혹은 기름에 젖은 심지 등을 유리나 금속, 종이 프레임 안에 넣어 바람과 물로부터 보호하는 형태가 많았다. 현대에는 배터리로 작동되는 조명이 대다수이므로 그 모양과 재료가 매우 다양하다.

## 역사
제등은 고대부터 장식용보다는 조명용으로 기능적으로 사용되어 왔다. 일부는 기름에 심지를 사용했지만 다른 일부는 본질적으로 보호되는 촛대였다. 유리판이 개발되기 전에는 동물의 뿔을 얇게 긁어서 납작하게 만든 것을 반투명창으로 사용했다.
중세 시대부터 중동 도시에서는 범죄 억제 수단으로 밤에 거리를 순찰하기 위해 파수꾼을 고용했다. 각 파수꾼은 어둠을 대비해 제등을 들고 다녔다. 이 관행은 적어도 18세기까지 계속되었다.
1764년 3월과 1764년 10월 두 번, 영국 태생의 캐나다인 조지 올솝(George Allsopp)은 밤에 제등을 운반하라는 명령을 위반한 혐의로 퀘벡에서 체포되었다. 그가 체포될 때마다 폭력이 있었고 올솝은 군대를 비난했다. 10월에 그는 체포에 연루된 군인들을 기소했다.
1775년 4월 18일, 폴 리비어(Paul Revere)는 찰스타운의 애국자들에게 영국군이 반군 식민지 민병대를 무장 해제하기 위해 찰스 강을 건너고 있다는 신호를 보내기 위해 올드 노스 교회에 두 개의 제등을 들고 있었다. 4월 19일 다음날 렉싱턴과 콩코드 전투가 일어나 미국 혁명이 시작되었다.
1500년대에는 특히 빛의 양이 크게 향상된 유리창이 달린 랜턴의 발명에 따라 공공 장소에 랜턴이 점점 더 많이 켜졌다. 1588년 파리 의회에서는 각 교차로에 횃불을 설치하고 점등하도록 명령했고, 1594년 경찰은 이를 제등으로 바꾸었다. 루이 14세 통치 기간인 1667년부터 파리의 거리와 교차로에는 수천 개의 가로등이 설치되었다. 이 시스템에 따라 거리는 20피트(6.1m) 높이의 거리 중앙에 있는 코드에 20야드(18m) 간격으로 매달린 랜턴으로 조명을 밝혔다. 1698년에 열광했던 한 영국인 방문객은 '겨울 내내, 심지어 보름달에도 거리가 불을 밝힌다!'라고 말했다. 런던에서는 17세기 말경에 공공 가로등이 설치되었다. 1712년 한 일기장은 '하이드 파크를 거쳐 켄싱턴에 있는 여왕의 궁전까지 어두운 밤의 길을 밝히기 위해 제등이 배치되었다'라고 썼다.

## 같이 보기
- 손전등